# Heradion peteri
Heradion peteri là một loài nhện trong họ Zodariidae.
Loài này thuộc chi Heradion. Heradion peteri được Pakawin Dankittipakul & Rudy Jocqué miêu tả năm 2004.